# Каратоган (Восточно-Казахстанская область)
Каратоган (каз. Қаратоған) — упразднённое село в Жарминском районе Восточно-Казахстанской области Казахстана. Входило в состав Кызылагашского сельского округа. Код КАТО — 634481400. Ликвидировано в 2013 г.

## Население
В 1999 году население села составляло 151 человек (75 мужчин и 76 женщин). По данным переписи 2009 года, в селе проживали 53 человека (26 мужчин и 27 женщин).